# Aeroportul Regional Monticello
Aeroportul Regional Monticello (IATA: MXO, ICAO: KMXO, FAA LID: MXO) este un aeroport din Iowa, Statele Unite ale Americii ce deservește zona Monticello⁠(d). A fost deschis în 1964 și numit după zona deservită.
Situat la o altitudine de 254 m, aeroportul dispune de 2 piste.

## Infrastructură

### Piste
Aeroportul dispune de 2 piste. Pista 15/33 are suprafața de beton și dimensiunile 4.400 picioare × 75 picioare. Pista 09/27 are suprafața de Iarbă și dimensiunile 2.316 picioare × 90 picioare. 